# Nuxia floribunda
Nuxia floribunda és una espècie d'arbre de la família de les Estilbàcies, nativa de Sud-àfrica, Moçambic i Zimbàbue.
Usualment creix entre els 3 i 10 m d'alçada, però pot créixer fins als 25 m. Té el tronc tort, l'escorça aspra amb peles i la copa arrodonida. Grans panícules de flors dolçament fragants de blanc a crema es produeixen des de la tardor fins a la primavera.
En algunes parts d'Àfrica les fulles s'utilitzen per tractar la tos, els refredats, la grip, febre, indigestió, convulsions infantils així com en els rituals. El nèctar d'aquest arbre produeix una mel bona. La fusta és de color groc clar, dura i pesada.